# Тадзіно
Тадзіно (пол. Tadzino) — село в Польщі, у гміні Ґневіно Вейгеровського повіту Поморського воєводства.
Населення — 225 осіб (2011).
У 1975-1998 роках село належало до Гданського воєводства.

## Демографія
Демографічна структура станом на 31 березня 2011 року:
|          | Загалом | Допрацездатний вік | Працездатний вік | Постпрацездатний вік |
| -------- | ------- | ------------------ | ---------------- | -------------------- |
| Чоловіки | 110     | 29                 | 74               | 7                    |
| Жінки    | 115     | 34                 | 60               | 21                   |
| Разом    | 225     | 63                 | 134              | 28                   |